# Lahnassaari
Lahnassaari är en ö i Finland. Den ligger i sjön Pyhäjärvi och i kommunen Eura i den ekonomiska regionen  Raumo ekonomiska region  och landskapet Satakunta, i den sydvästra delen av landet, 180 km nordväst om huvudstaden Helsingfors. Öns area är 5,7 hektar och dess största längd är 440 meter i sydöst-nordvästlig riktning.